# Стеклянная карета
Стеклянная карета — одна из главных государственных карет британского монарха. Построенная лондонской компанией Peters & Sons в 1881 году, изначально задумывалась как карета шерифа, но была выкуплена короной как раз к коронации Георга V в 1911 году.
Карета используется каждый год в различных государственных мероприятиях, но наиболее известна по королевским свадьбам: либо как стредство доставки невесты в церковь перед службой (как это было в случае с принцессой Маргарет в 1960 году и леди Дианой Спенсер в 1981), либо как средство перевозки молодожёнов из церкви после службы (как это произошло с принцессой Елизаветой и герцогом Эдинбургским в 1947 году). С 2012 года карета использовалась для перевозки королевы Елизаветы II и герцога Эдинбургского на Парад конной гвардии и обратно для выведения знамени.
Стеклянную карету ведёт кучер, и её могут тянуть пара или четвёрка лошадей. Когда карета не используется, она хранится (и часто выставляется на всеобщее обозрение) в Королевских конюшнях в Лондоне.